# Castoraeschna
Genre
Castoraeschna est un genre de la famille des Æshnidae appartenant au sous-ordre des Anisoptères dans l'ordre des Odonates. 

## Liste d'espèces
Le genre comprend 9 espèces :
- Castoraeschna castor (Brauer, 1865)
- Castoraeschna colorata (Martin, 1908)
- Castoraeschna corbeti Carvalho, Pinto & Ferreira, 2009)
- Castoraeschna coronata (Ris, 1918)
- Castoraeschna decurvata Dunkle & Cook, 1984
- Castoraeschna januaria (Hagen, 1867)
- Castoraeschna longfieldae (Kimmins, 1929)
- Castoraeschna margarethae Jurzitza, 1979
- Castoraeschna tepuica De Marmels, 1989